# Yuccamyces canadensis
Yuccamyces canadensis är en svampart som beskrevs av R.F. Castañeda & W.B. Kendr. 1991. Yuccamyces canadensis ingår i släktet Yuccamyces, divisionen sporsäcksvampar och riket svampar.   Inga underarter finns listade i Catalogue of Life.